# دهه ۱۲۳۰ (پیش از میلاد)
دهه ۱۲۳۰ (پیش از میلاد) صد و بیست و سومین دهه قبل از مبدا شروع تقویم میلادی است.